# Kulturfabrik Krefeld

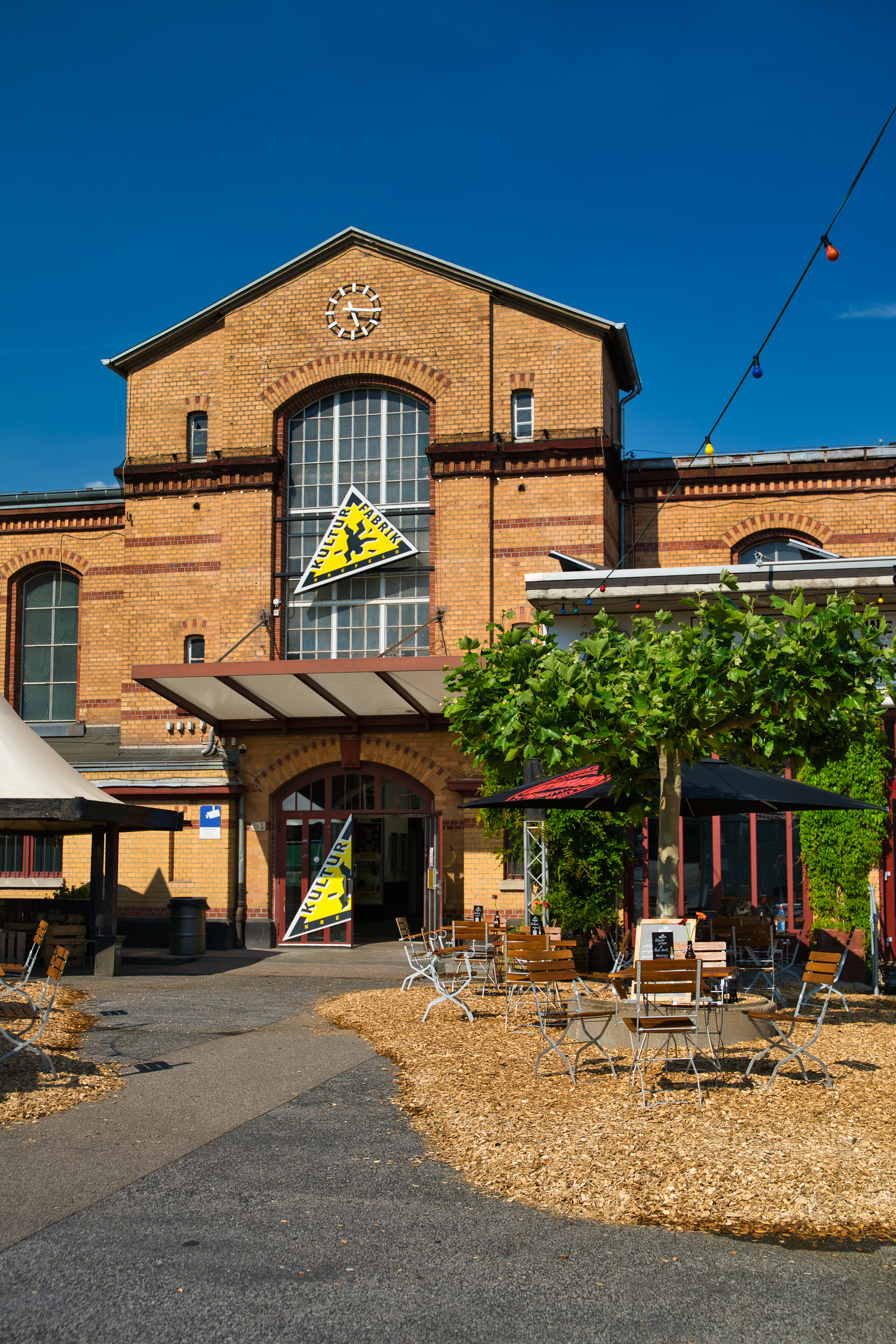
Die Kulturfabrik Krefeld im Sommer

Die Kulturfabrik Krefeld e. V. (KuFa Krefeld) ist ein privat betriebener Kulturverein aus Krefeld. Der Verein kann in normalen Jahren bis zu 90.000 Gäste begrüßen.

## Konzept
Seit 1995 dient die frühere Verkaufshalle des Krefelder Schlachthofs als Veranstaltungsgebäude. Zum Programm gehören Konzerte, Theateraufführungen, Lesungen, Comedy- und Kabarettaufführungen und Partyveranstaltungen. Die beiden Veranstaltungssäle mit Kapazitäten von 1000 bzw. 350 Besuchern (plus Café und Wintergarten) sind für unterschiedliche Veranstaltungen geeignet. Hinzu kommt ein großzügiges Außengelände, auf dem im Sommer Strand oder Biergarten geöffnet sind, wo weitere Gäste Platz finden. Auch wenn über die Jahre einige notwendige Umbauten und Modernisierungen vorgenommen wurden, ist die einmalige Industrie-Atmosphäre des alten Schlachthofs erhalten geblieben.

## Geschichte
Der Trägerverein wurde 1983 gegründet. Während der Corona-Pandemie konnte die KuFa nur sehr eingeschränkt veranstalten. Von November 2020 bis Mai 2021 etablierte man deshalb ein regelmäßiges Streaming-Format, in dem Musiker und andere Kulturschaffende aus Krefelds Kulturszene zu Wort kamen.

## Struktur
Die Struktur der Kulturfabrik Krefeld wird zum größten Teil durch ehrenamtliche Tätigkeit ihrer 120 ehrenamtlichen Mitglieder in Selbstverwaltung getragen. Sie sind in unterschiedlichen Ausschüssen organisiert und sorgen so für Technik, Programm und Bühnenaufbau. Unterstützt werden die Mitglieder von hauptamtlichen Kräften, welche hauptsächlich im Bereich Büro und Hausmeisterei arbeiten.